# Pipreola aureopectus
A Pipreola aureopectus a madarak osztályának verébalakúak (Passeriformes) rendjébe és a kotingafélék (Cotingidae) családjába tartozó faj.

## Rendszerezése
A fajt Frédéric de Lafresnaye francia ornitológus írta le 1883-ban, az Ampelis nembe Ampelis aureo-pectus néven.

## Alfajai
- Pipreola aureopectus decora Bangs, 1899
- Pipreola aureopectus aureopectus (Lafresnaye, 1843)
- Pipreola aureopectus festiva (Todd, 1912)

## Előfordulása
Kolumbia és Venezuela területén honos. A természetes élőhelye a szubtrópusi vagy trópusi síkvidéki és hegyi esőerdők. Állandó, nem vonuló faj.

## Megjelenése
Testhossza 16,5–17,5 centiméter.

## Életmódja
Gyümölcsökkel táplálkozik.

## Külső hivatkozások
- Képek az interneten a fajról
- Xeno-canto.org - a faj hangja és elterjedési területe